# Selkäsaari (ö i Kajanaland, Kehys-Kainuu, lat 64,34, long 29,67)
Selkäsaari är en halvö i Finland. Den ligger i sjön Iivantiira och Juttuajärvi och i kommunen Kuhmo i den ekonomiska regionen  Kehys-Kainuu  och landskapet Kajanaland, i den centrala delen av landet, 500 km nordost om huvudstaden Helsingfors. Öns area är 0,7 hektar och dess största längd är 220 meter i öst-västlig riktning.